# 卡斯特尔
卡斯特尔（法語：Castres，法語：[kastʁ] ⓘ），法国西南部城市，奥克西塔尼大区塔恩省的一个市镇，同时也是该省的一个副省会，下辖卡斯特尔区，其市镇面积为98.17平方公里，2022年1月1日时人口数量为42,700人，是该省人口第二多的市镇，在法国城市中排名第173位。
卡斯特尔位于塔恩省南部，历史悠久，中世纪时为一个教区首府，工业革命时期因机械化纺织生产而得到发展，现代则是一个区域性的中心城市和交通枢纽，并与相邻的马扎梅共同组建成为近8万人口的城市圈。卡斯特尔因同名橄榄球俱乐部而闻名，后者曾获得过5次法国橄榄球甲级联赛的总冠军。
卡斯特尔是法国政治家让·饶勒斯的出生地，当地市中心建有其雕塑以及以其命名的广场。

## 地名来源

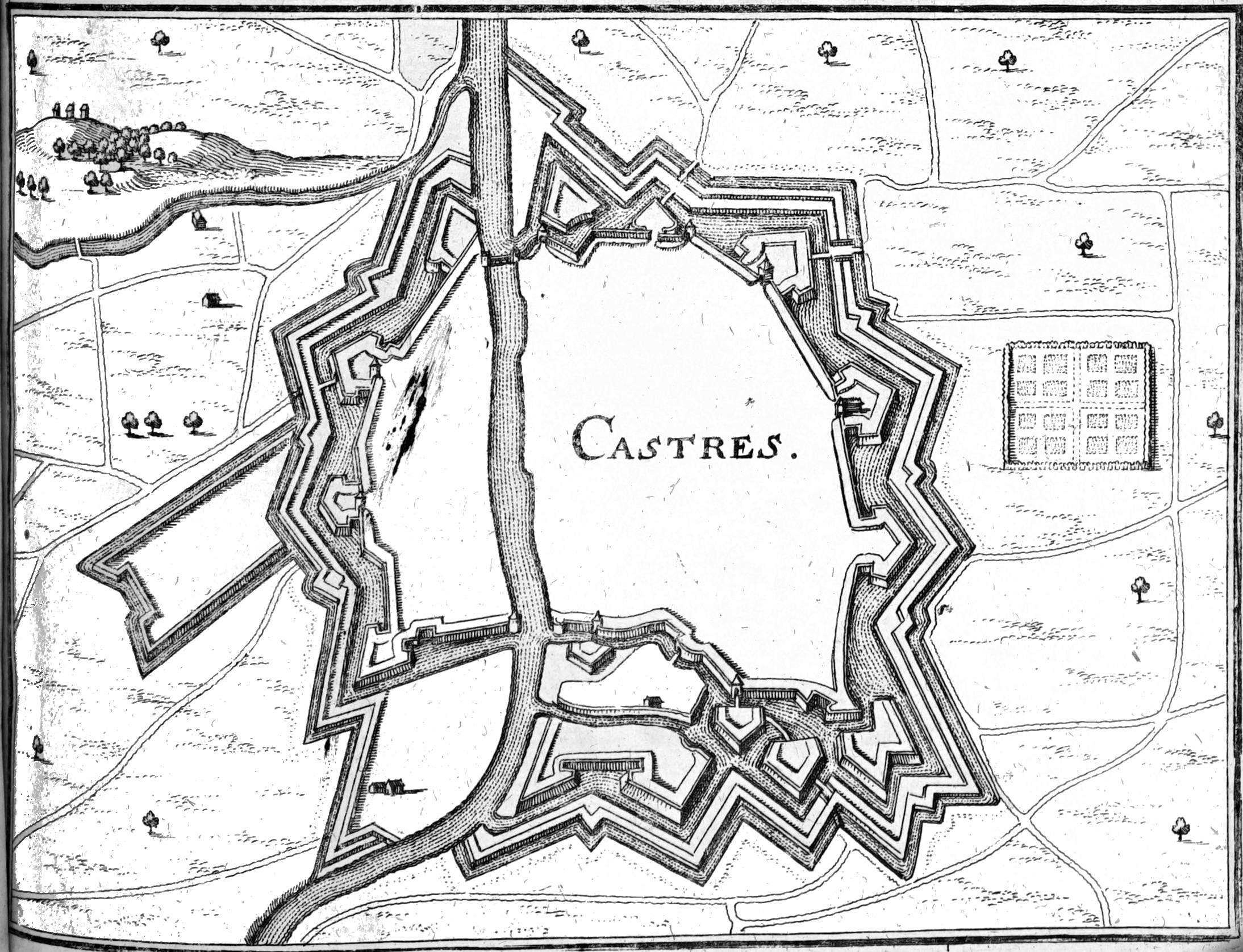
17世纪的卡斯特尔地图

卡斯特尔主教区地图

“卡斯特尔”一名来源于拉丁语，意为“坚固的堡垒”，与现代法语当中的“城堡”（Château）同源。

## 历史
卡斯特尔-始建于公元7世纪，西吉贝尔特三世于647年在阿古河畔修建本笃会修道院，隶属于天主教阿尔比总教区。中世纪中期，卡斯特尔先后被蒙福尔-阿莫里家族和蒙图瓦尔-旺多姆家族统治。1317年，卡斯特尔单独成立一个教区，迪奥多内一世（Dieudonné Ier）成为首位主教，1356年，法兰西国王约翰二世授予旺多姆的约翰六世卡斯特尔伯爵的头衔，彼时，卡斯特尔已成为这一区域的一个宗教中心，下辖14个堂区。16世纪宗教战争期间，相当数量的卡斯特尔居民皈依新教，加斯帕尔·德科利尼之子让·德·布法尔-马迪亚纳即出生于此地。18世纪初，随着阿古河航道的治理，卡斯特尔成为一个商业码头，并因纺织业而闻名。法国大革命后，卡斯特尔教区被撤销，原管辖范围成为卡斯特尔区。工业革命期间，卡斯特尔出现了一处瓷窑，其附近区域亦发现了少量的煤炭资源。二战后，卡斯特尔发展成为一个区域性的综合性城市，法国健康信息系统工程师学校于2006年在卡斯特尔成立。

## 地理

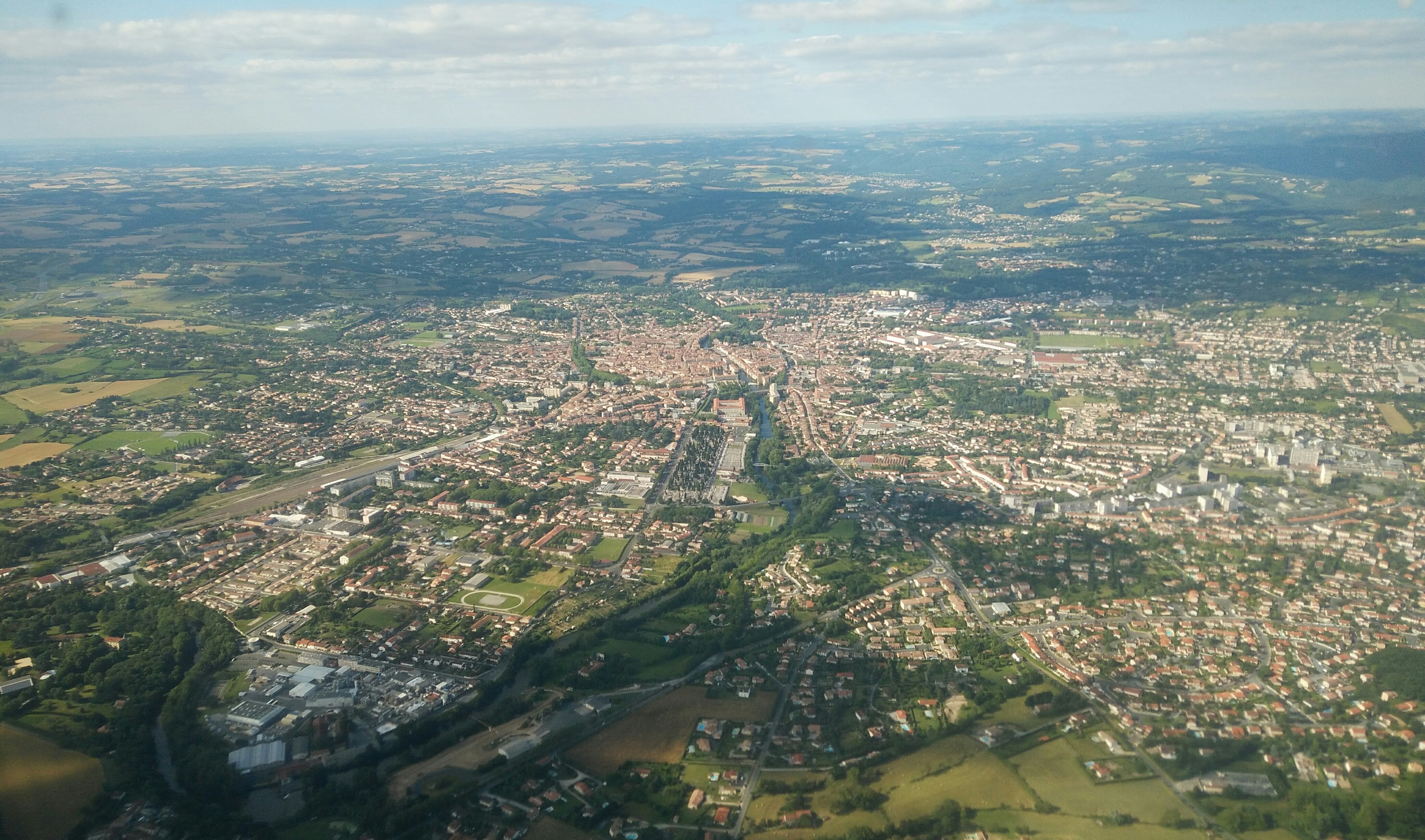
鸟瞰卡斯特尔市区

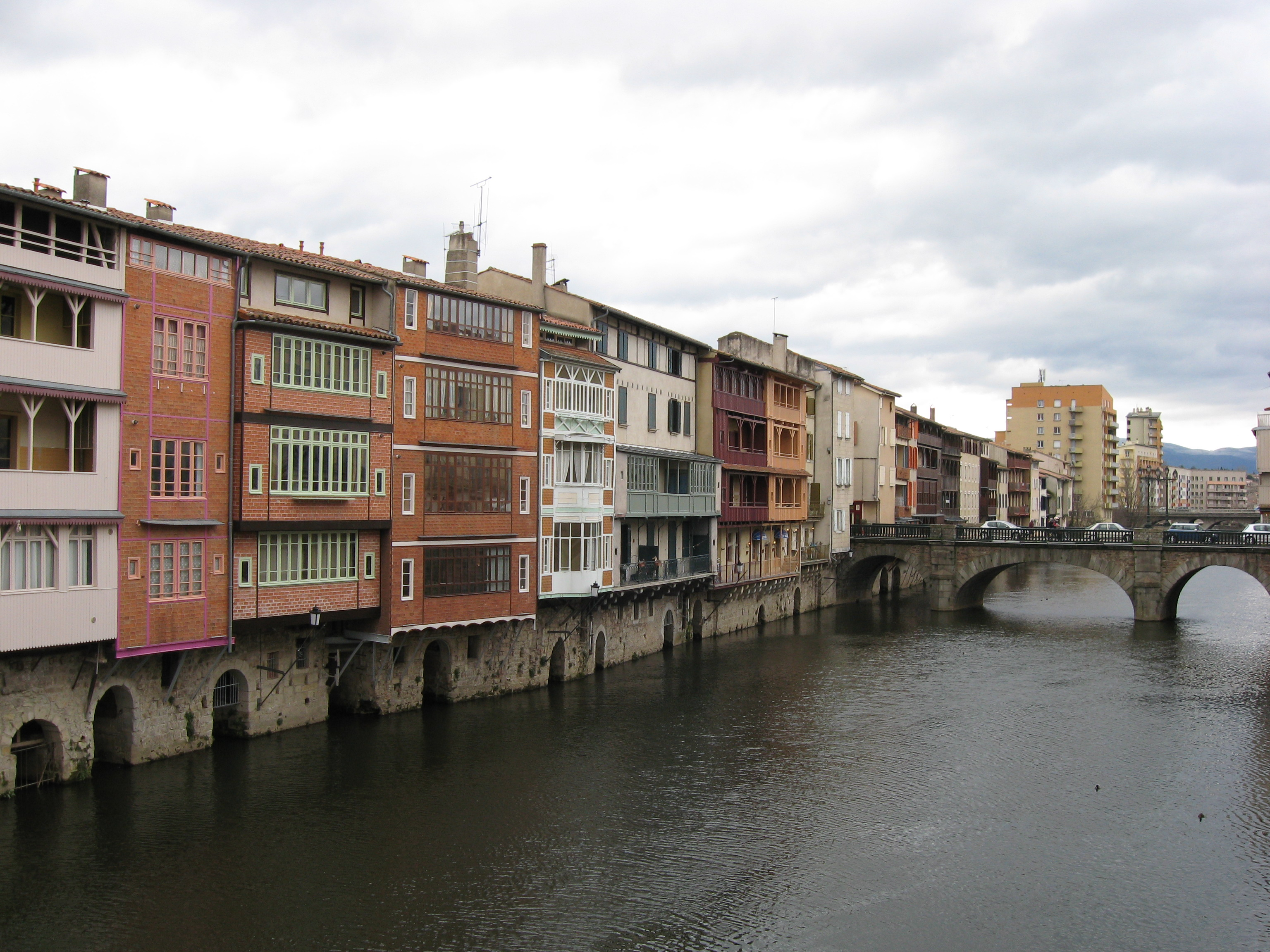
阿古河畔的建筑

卡斯特尔位于法国南部偏西，奥克西塔尼大区中部偏南和塔恩省南部，距离省会阿尔比大约44公里。与卡斯特尔接壤的市镇包括：比尔拉茨、卡尔布、弗雷日维尔、容基耶尔、拉布尔贝讷、拉布吕吉耶尔、拉加里格、蒙皮尼耶、纳韦斯、诺阿亚克、罗克库尔布、圣热尔米耶、圣萨尔维-德拉巴尔姆、萨伊斯、瓦尔迪朗克、科卡利耶尔。

### 地形
卡斯特尔位于法国中央高原西南部，南侧为努瓦尔山，北侧为锡多布尔山，境内以丘陵为主，老城区地形相对平坦，全境海拔在151到367米之间。

### 水文
阿古河自北向南流经境内，老城区位于其右岸，该河是塔恩河的左岸支流，后者属于加龙河水系。此外迪朗克河由此于阿古河交汇。

### 植被
卡斯特尔属于温带落叶林区，市区内的主要绿地分布于阿古河两岸。

### 气候
卡斯特尔在柯本气候分类法中属于带有温带海洋性气候特征的地中海气候。
卡斯特尔境内设有气象站，以下为该气象站的数据（其中日照数据取自阿尔比）：
| 卡斯特尔1981年－2019年 | 卡斯特尔1981年－2019年 | 卡斯特尔1981年－2019年 | 卡斯特尔1981年－2019年 | 卡斯特尔1981年－2019年 | 卡斯特尔1981年－2019年 | 卡斯特尔1981年－2019年 | 卡斯特尔1981年－2019年 | 卡斯特尔1981年－2019年 | 卡斯特尔1981年－2019年 | 卡斯特尔1981年－2019年 | 卡斯特尔1981年－2019年 | 卡斯特尔1981年－2019年 | 卡斯特尔1981年－2019年 |
| 月份                   | 1月                    | 2月                    | 3月                    | 4月                    | 5月                    | 6月                    | 7月                    | 8月                    | 9月                    | 10月                   | 11月                   | 12月                   | 全年                   |
| ---------------------- | ---------------------- | ---------------------- | ---------------------- | ---------------------- | ---------------------- | ---------------------- | ---------------------- | ---------------------- | ---------------------- | ---------------------- | ---------------------- | ---------------------- | ---------------------- |
| 历史最高温 °C（°F）    | 19.3 (66.7)            | 24.6 (76.3)            | 28.5 (83.3)            | 31.7 (89.1)            | 34 (93)                | 39.3 (102.7)           | 40.8 (105.4)           | 43 (109)               | 38.1 (100.6)           | 30.8 (87.4)            | 24.4 (75.9)            | 21.5 (70.7)            | 43 (109)               |
| 平均高温 °C（°F）      | 10.2 (50.4)            | 11.8 (53.2)            | 15.7 (60.3)            | 18.4 (65.1)            | 22.7 (72.9)            | 26.7 (80.1)            | 29.4 (84.9)            | 29.7 (85.5)            | 25.2 (77.4)            | 20.1 (68.2)            | 13.5 (56.3)            | 10.1 (50.2)            | 19.5 (67.1)            |
| 日均气温 °C（°F）      | 6.6 (43.9)             | 7.5 (45.5)             | 10.3 (50.5)            | 12.9 (55.2)            | 17.2 (63.0)            | 20.7 (69.3)            | 23 (73)                | 23.2 (73.8)            | 19.2 (66.6)            | 15.5 (59.9)            | 9.7 (49.5)             | 6.7 (44.1)             | 14.4 (57.9)            |
| 平均低温 °C（°F）      | 3 (37)                 | 3.1 (37.6)             | 4.9 (40.8)             | 7.4 (45.3)             | 11.7 (53.1)            | 14.8 (58.6)            | 16.6 (61.9)            | 16.7 (62.1)            | 13.1 (55.6)            | 10.9 (51.6)            | 5.9 (42.6)             | 3.4 (38.1)             | 9.3 (48.7)             |
| 历史最低温 °C（°F）    | −7.9 (17.8)            | −12 (10)               | −9 (16)                | −1.5 (29.3)            | 2.5 (36.5)             | 4.5 (40.1)             | 8.4 (47.1)             | 6.6 (43.9)             | 4 (39)                 | −2 (28)                | −7.4 (18.7)            | −9.5 (14.9)            | −12 (10)               |
| 平均降水量 mm（）      | 70.2 (2.76)            | 53.6 (2.11)            | 59.7 (2.35)            | 90.4 (3.56)            | 86.8 (3.42)            | 79.1 (3.11)            | 40.9 (1.61)            | 64.2 (2.53)            | 71.6 (2.82)            | 75.1 (2.96)            | 81.1 (3.19)            | 76.4 (3.01)            | 849.1 (33.43)          |
| 月均日照時數           | 96.6                   | 118.6                  | 177                    | 183.6                  | 219.3                  | 244.9                  | 270.6                  | 255.7                  | 213.5                  | 154.1                  | 92.7                   | 86.8                   | 2,113.4                |
| 来源：infoclimat.fr    |                        |                        |                        |                        |                        |                        |                        |                        |                        |                        |                        |                        |                        |

## 行政区划
卡斯特尔是法国奥克西塔尼大区塔恩省的一个市镇，编号为81065，它也是塔恩省的一个副省会。卡斯特尔下辖卡斯特尔区，管理卡斯特尔第一县、第二县和第三县，同时也是卡斯特尔-马扎梅城市圈公共社区的办公驻地。
法国国家统计与经济研究所（简称）在进行数据统计时，将卡斯特尔及相邻的另外7个市镇设为卡斯特尔城市核心区，并将包括核心区在内的周边共26个市镇划为卡斯特尔城市区。同时，还将卡斯特尔市镇分为了21个“块区”（IRIS），以便于统计人口分布情况。

## 交通

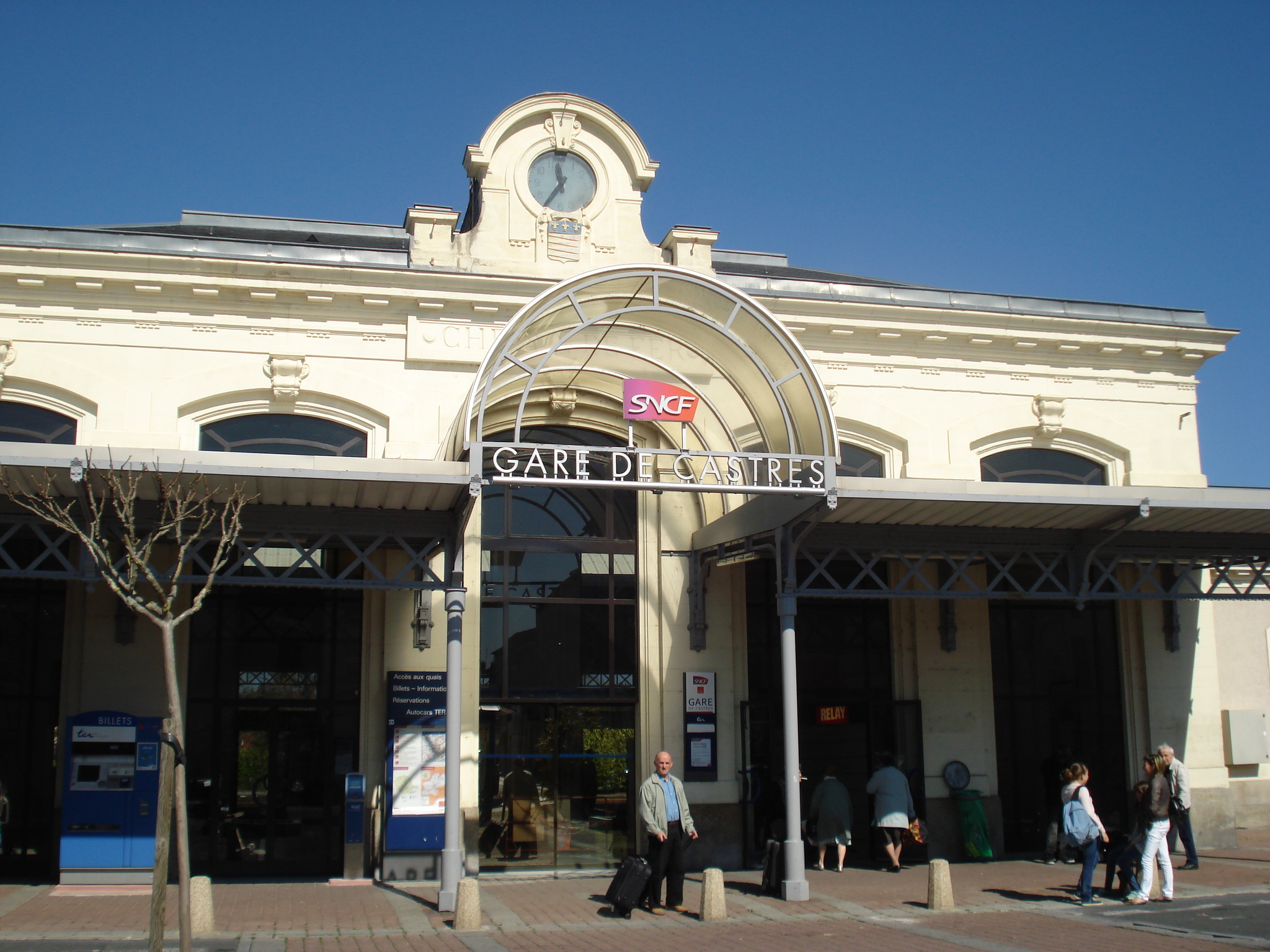
卡斯特尔火车站

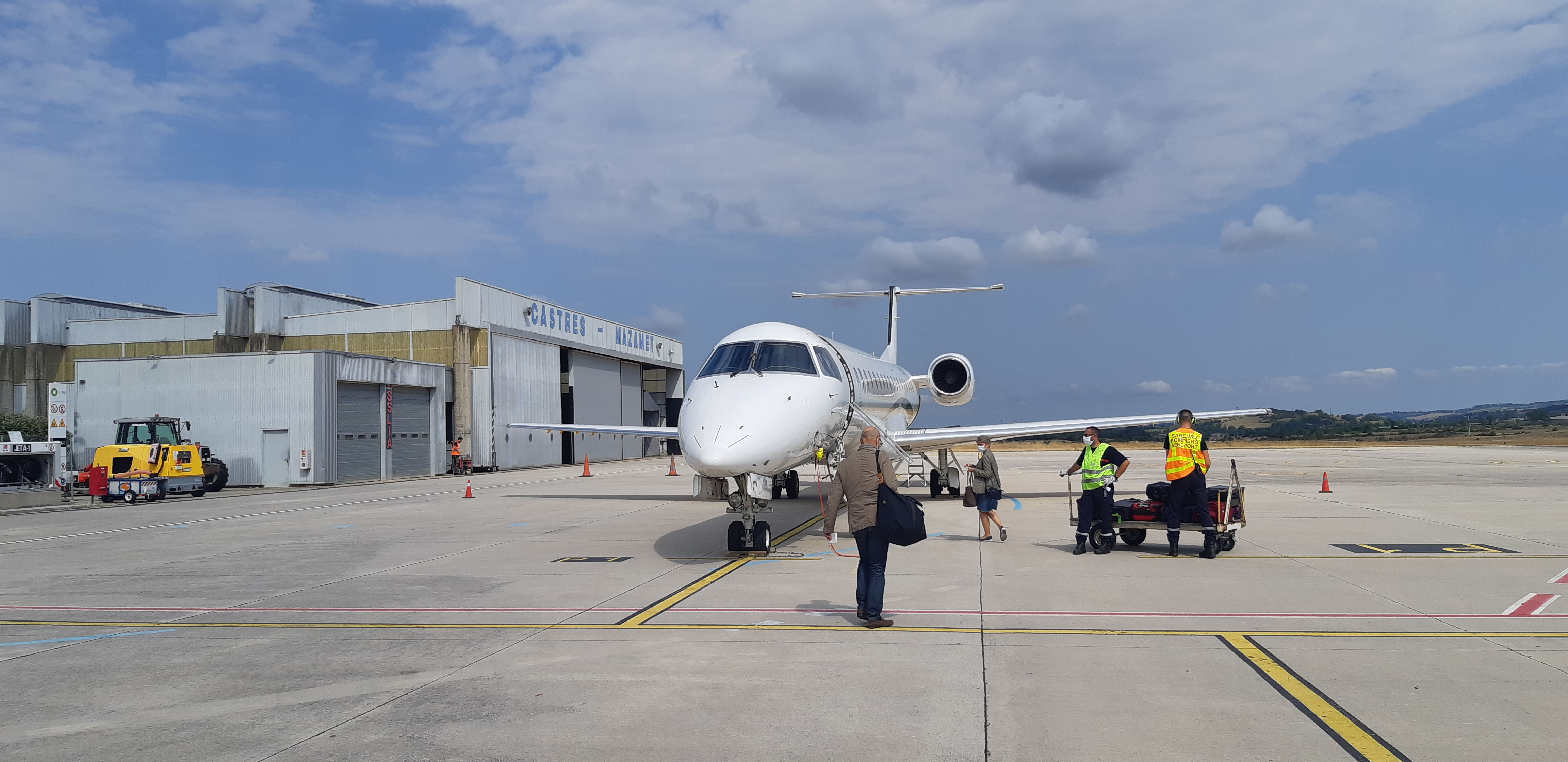
卡斯特尔机场的一架飞机

### 公路
多条塔恩省省道在卡斯特尔境内交汇，卡斯特尔环城公路建成于2008年，是当地主要的过境通道。
奥克西塔尼大区公共交通下属的塔恩省城际客运开行由卡斯特尔前往阿尔比、加亚克、勒韦勒、拉科讷和贝济耶方向的巴士线路。
2016年，69.9%的卡斯特尔家庭拥有至少一辆的私人汽车。同年，卡斯特尔境内共发生各类交通事故12起，造成3人遇难，16人受伤。

### 铁路
卡斯特尔位于卡斯泰尔诺达里－罗德兹铁路和卡斯特尔－贝达里约铁路的交汇处，两条铁路均有部分路段关闭。卡斯特尔站位于市区西南部，停靠往返于图卢兹和马扎梅一线的区域列车。

### 航空
卡斯特尔-马扎梅机场位于市区东南部，该机场开行直达巴黎的固定航线。
除此之外，距离卡斯特尔最近的民用航空站为图卢兹-布拉尼亚克机场，距离卡斯特尔市中心的公路里程约75公里。

### 城市公共交通
卡斯特尔-马扎梅城市公共交通（商业名称为）是同名公共社区内的公共交通系统，包括11条常规公交线路，路网覆盖了公共社区内的所有市镇。

## 政治

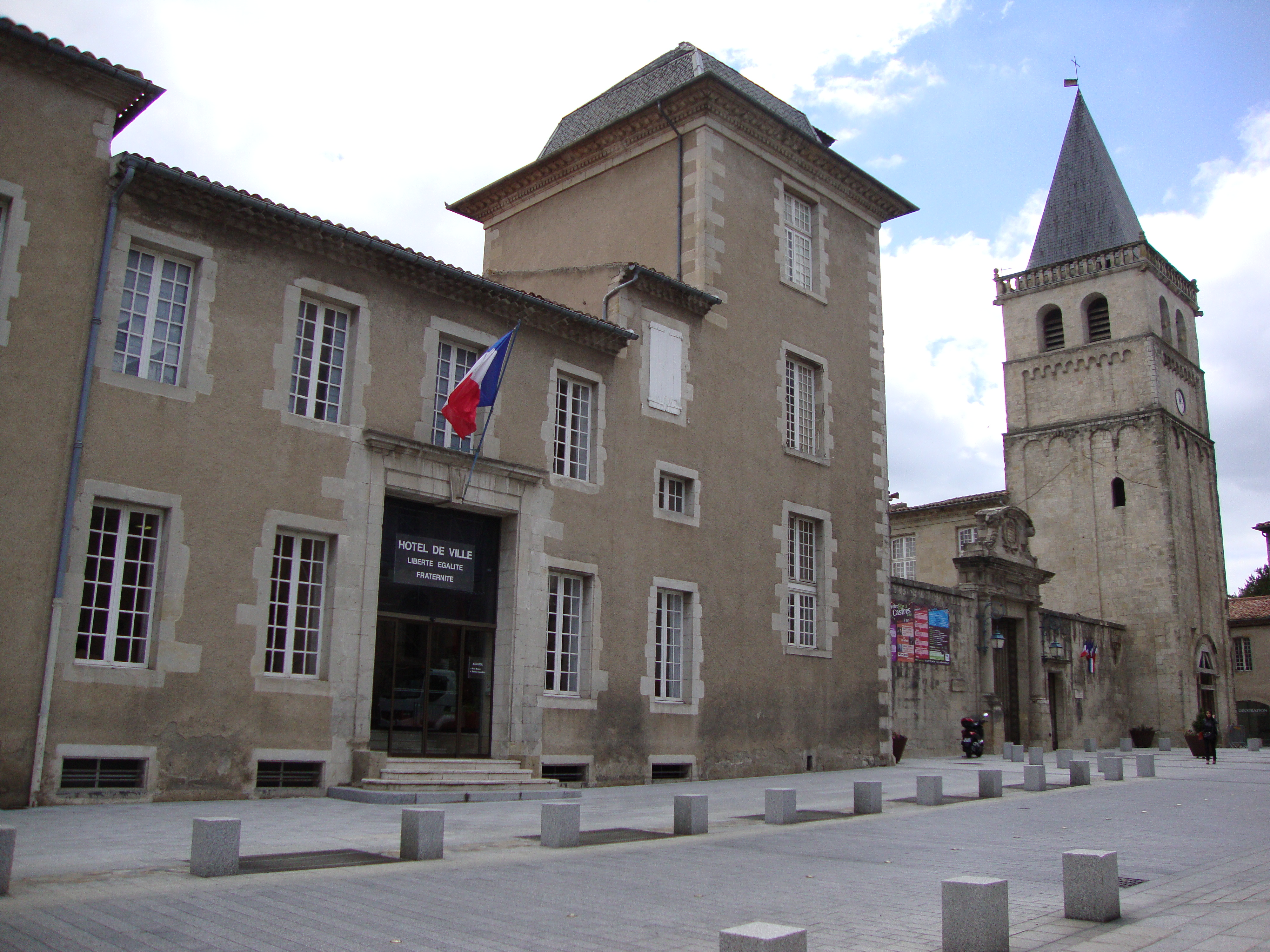
卡斯特尔市政府

卡斯特尔的现任市长为帕斯卡尔·比吉斯先生（Pascal Bugis），他是一名右翼无党派人士，在2020年的市政选举中获得了57.18%的支持率。
在2017年的法国总统大选中，法国第25任总统埃马纽埃尔·马克龙在卡斯特尔获得了64.23%的支持率。
| 卡斯特尔历届市长 |                  |                                    |
| 任期             | 市长             | 党派                               |
| 1944年－1952年   | 弗朗索瓦·乌普    | 不详                               |
| 1952年－1953年   | 罗贝尔·西泽尔    | SFIO工人国际法国支部               |
| 1953年－1971年   | 吕西安·库代尔    | RAD激进党                          |
| 1971年－1977年   | 雅克·利穆齐      | RPR保衛共和聯盟                    |
| 1977年－1985年   | 让-皮埃尔·加巴鲁 | PS社会党                           |
| 1985年－1989年   | 菲利普·代沃      | PS社会党                           |
| 1989年－1995年   | 雅克·利穆齐      | RPR保衛共和聯盟                    |
| 1995年－2001年   | 阿尔诺·芒德芒    | PS社会党                           |
| 2001年－         | 帕斯卡尔·比吉斯  | UMP人民运动联盟 →DVD右翼无党派人士 |

## 人口
2017年，卡斯特尔市镇人口数量为41,636，在法国排名第173位。其中男性19,499人，女性21,839人，75岁及以上人口占11.5%，外籍人口数量为1,817人，人口密度为424人/平方公里，当地居民被称为（男性）或（女性）。2018年，卡斯特尔境内出生395人，死亡人口481人。
| 年份   | 1946   | 1954   | 1962   | 1968   | 1975   | 1982   | 1990   | 1999   | 2006   | 2011   | 2016   | 2017   |
| ------ | ------ | ------ | ------ | ------ | ------ | ------ | ------ | ------ | ------ | ------ | ------ | ------ |
| 人口數 | 30,781 | 34,126 | 36,978 | 40,457 | 45,978 | 45,578 | 44,812 | 43,496 | 43,141 | 42,222 | 41,338 | 41,636 |

## 经济
卡斯特尔是一个区域性的中心城市，当地共有各类用人单位5,518家，平均历史为17年，行政、医疗及社会服务是当地的主要就业岗位类型。

## 财政收入
2018年，卡斯特尔的财政收入总额为59,126,800欧元，财政支出总额为52,345,600欧元，当年的债务总额为79,392,200欧元。
2014年，卡斯特尔的人均收入总额为2,614欧元，其中高职人员为4,411欧元，普通职员为1,790欧元。
2016年，卡斯特尔境内的青壮年（15至64岁）失业率为18.2%，当地36.9%的家庭拥有纳税资格。

## 社会事务

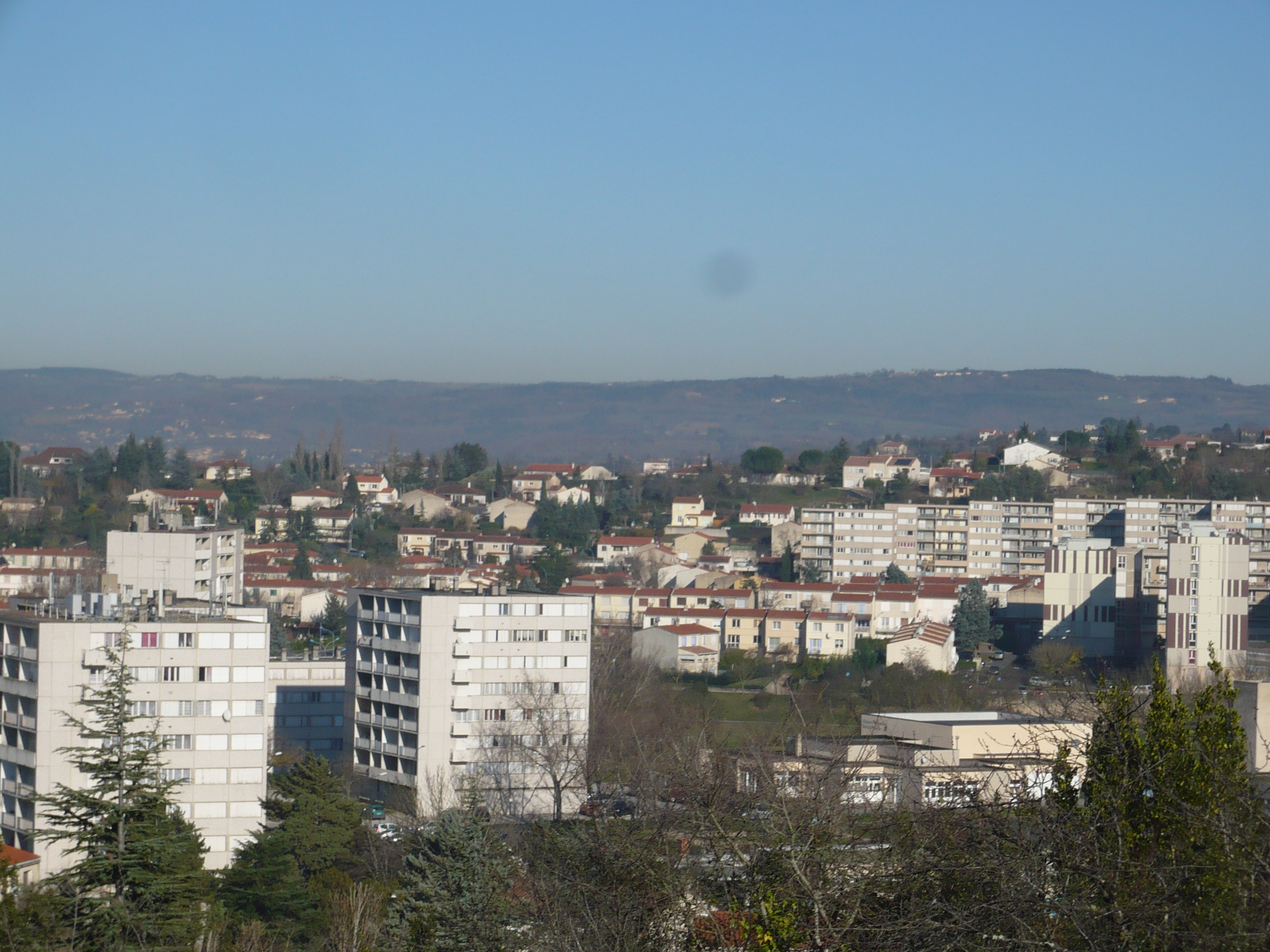
卡斯特尔的现代居民区

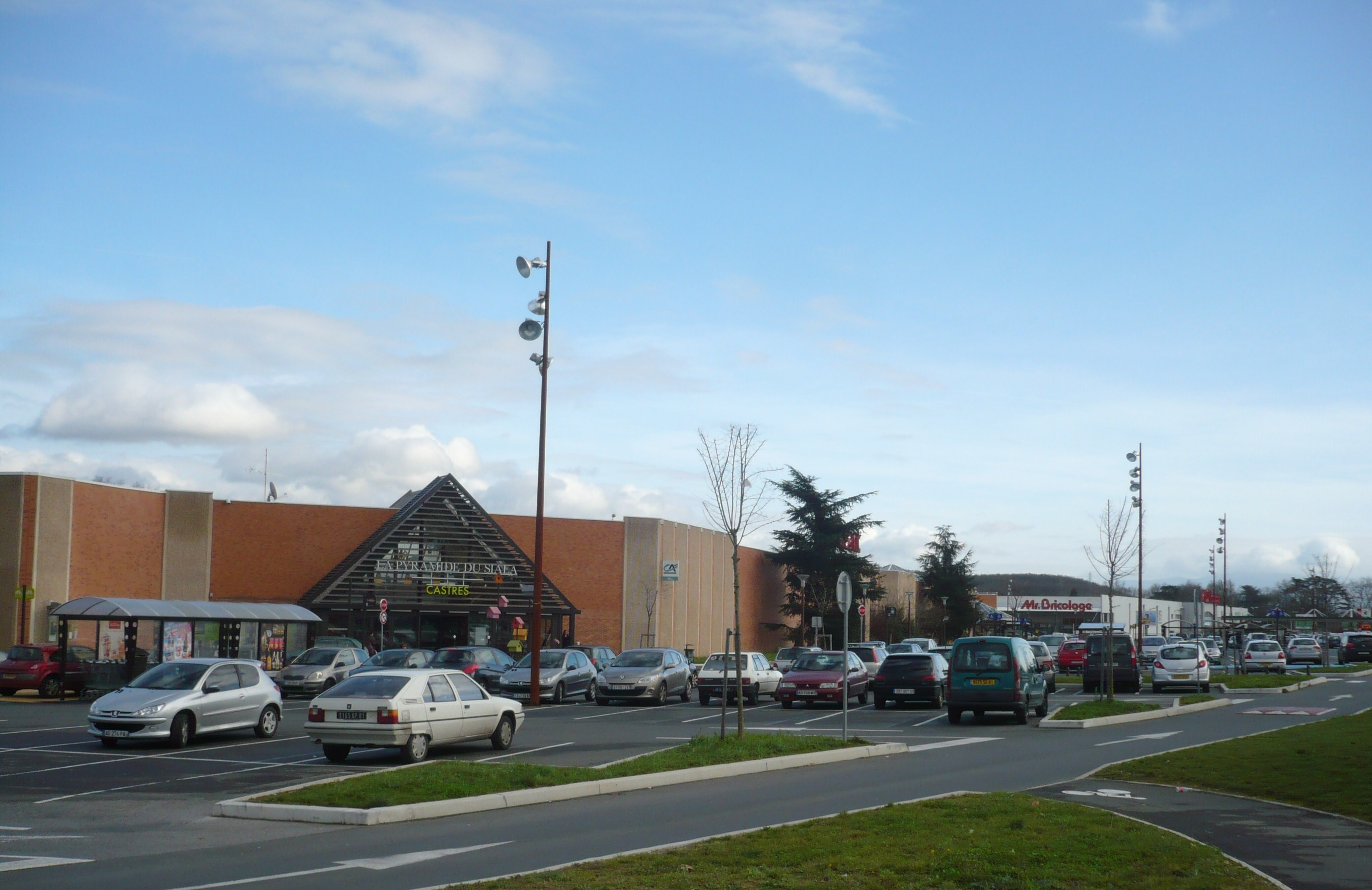
卡斯特尔市区东南部是锡亚拉商业中心

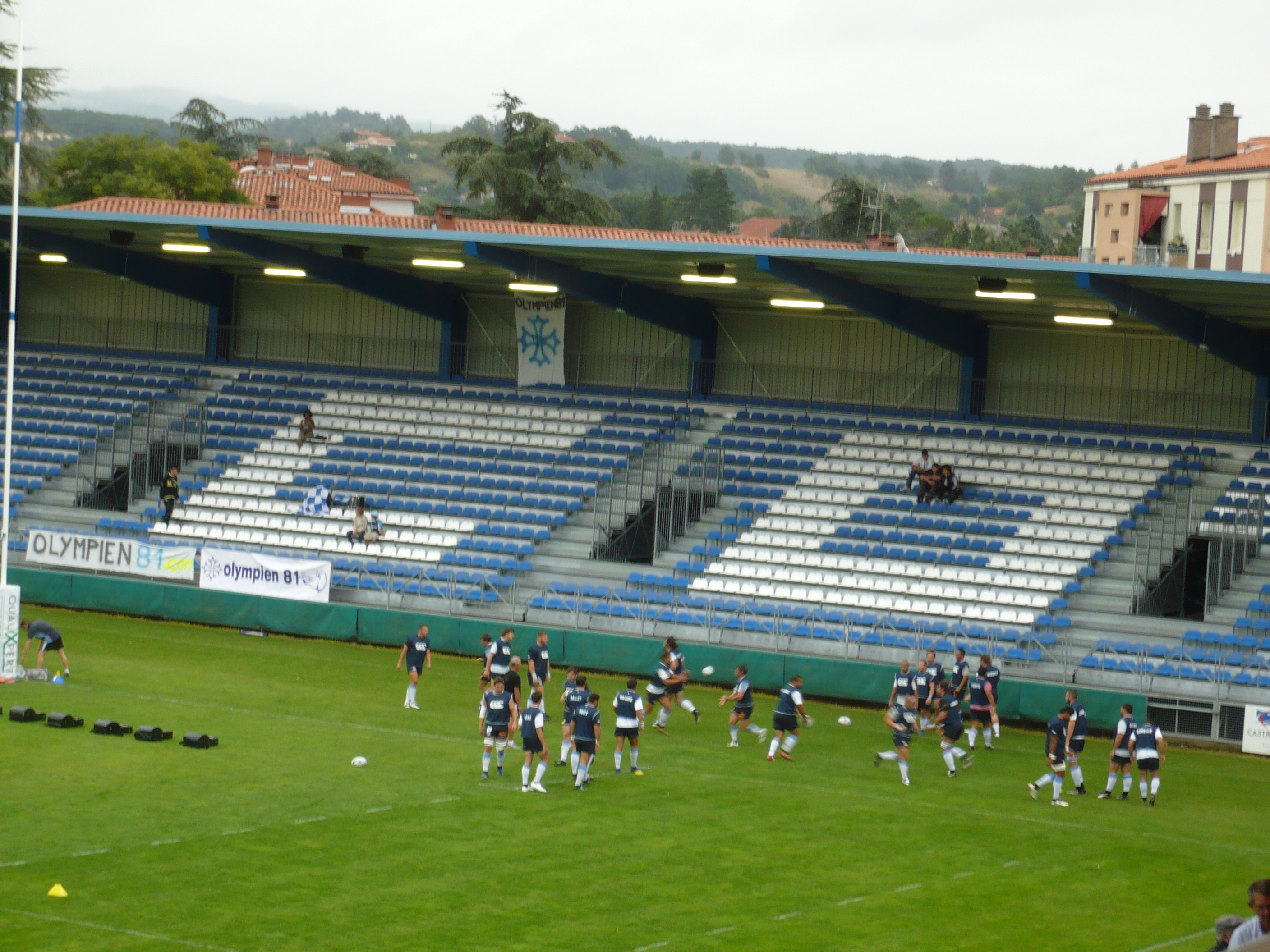
训练中的卡斯特尔奥林匹克橄榄球队

### 教育
卡斯特尔属于图卢兹学区。截止2018年1月1日，卡斯特尔境内共有8所幼儿园、21所小学、7所初级中学、4所普通高中和5所职业高中。2018至2019学年度，卡斯特尔境内共有在校中小学生5,256名。
在高等教育方面，卡斯特尔有两所高等学校：
- 健康信息系统工程师学校（法语：École d'ingénieurs ISIS）
- 图卢兹第三大学应用技术学院（IUT）

### 医疗
截止2018年1月1日，卡斯特尔境内共有全科医生49名、保健师50名、牙医41名、护士115名、耳科医生3名、眼科医生4名、皮肤科医生2名、助产士13名、儿科医生1名和妇科医生6名。境内共有药房17家、养老院5家、残疾人帮扶中心3家。
卡斯特尔中心医院，全名为“卡斯特尔-马扎梅市际中心医院”（Centre hospitalier intercommunal Castres-Mazamet），是一个区域性的医疗系统，其主病区位于卡斯特尔市区西南部，设有床位375个，是当地规模最大的公立综合性医院。

### 住房
2016年，卡斯特尔境内共有各类住房23,135套，其中86.1%为常住房屋。集中式居民区主要分布在市区南北两侧。

### 商业
2017年，卡斯特尔境内共有各类商铺2,691家，其中餐饮服务类1,095家。市区西南部和东南部均建有大型开放式商业街区。

### 体育
2018年，卡斯特尔境内共有2家游泳池、12间健身房、3座综合体育场、22处网球场、2处马术场、13处足球或橄榄球场、7处篮球或排球场以及1处高尔夫球场。
卡斯特尔因橄榄球而闻名，卡斯特尔奥林匹克是当地的职业橄榄球队，成立于1906年，2020至2021赛季参加法国橄榄球甲级联赛，截至2020年共获得过该项目的5次冠军和2次亚军。
卡斯特尔体育俱乐部是当地的一支足球队，成立于1965年，后于2014年重组，2020至2021赛季参加奥克西塔尼大区足球联赛。

### 环境
卡斯特尔的环境事务由其所属的公共社区负责。2017年，卡斯特尔境内共有3家污染企业。

### 治安
2014年，卡斯特尔及附近地区共发生各类案件2,484起，其中盗窃类案件1,686起，经济类案件193起，毒品交易类案件111起。

## 文化

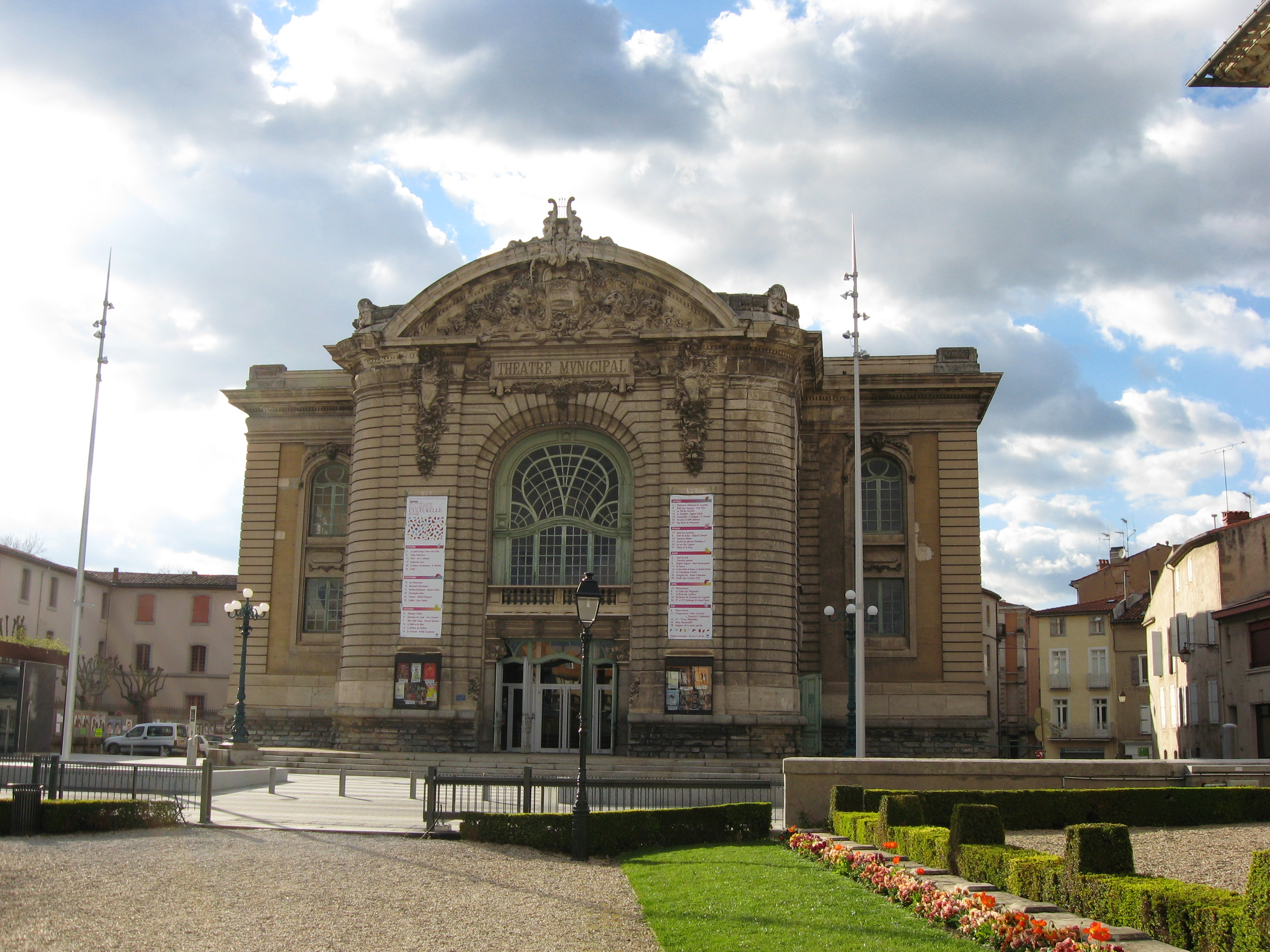
卡斯特尔市政大剧场

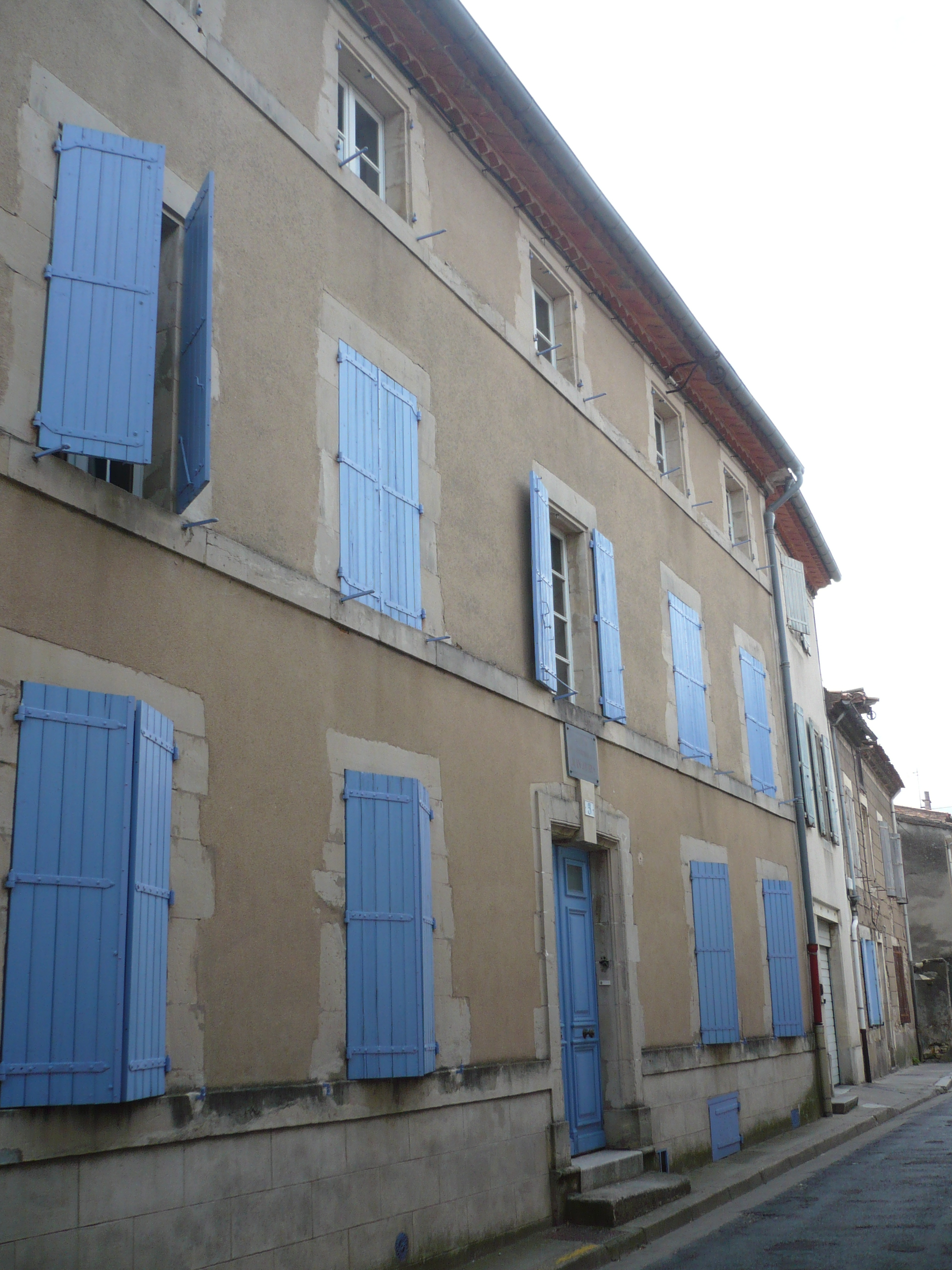
让·饶勒斯故居

2018年，卡斯特尔境内共有1个剧场、1个电影院、2个博物馆和1个音乐厅。卡斯特尔市政府提供多媒体中心，向公众全年开放。

### 建筑
卡斯特尔境内有多处法国国家文物保护单位，其中卡斯特尔主教宫、卡斯特尔圣伯努瓦大教堂、卡斯特尔圣让-圣路易教堂、卡斯特尔市政大剧场等为当地的代表性建筑物。

### 旅游
卡斯特尔的旅游事务由其所属的公共社区负责。2020年，卡斯特尔境内共有11个宾馆共计430间房间，另有1个露营地，可容纳共100辆露营车。

### 媒体
法国主要的媒体均可在卡斯特尔接收，法国电视三台下属的奥克西塔尼大区频道在部分时段播出卡斯特尔所属区域的地方新闻。

## 相关人物
法国政治家让·饶勒斯出生于卡斯特尔，其故居位于市中心，自1984年起被列入法国国家文物保护单位。
此外卡斯特尔也是法国医学家皮埃尔·法布尔，法国足球教练克劳德·皮埃尔以及法国足球运动员萨菲尔·泰德尔的出生地。

## 友好城市
截至2020年8月，卡斯特尔共与三座城市互为友好城市关系：
- 卢旺达 布塔雷
- 西班牙 利纳雷斯
- 英格兰 韦克菲尔德